# Cultura de Halaf

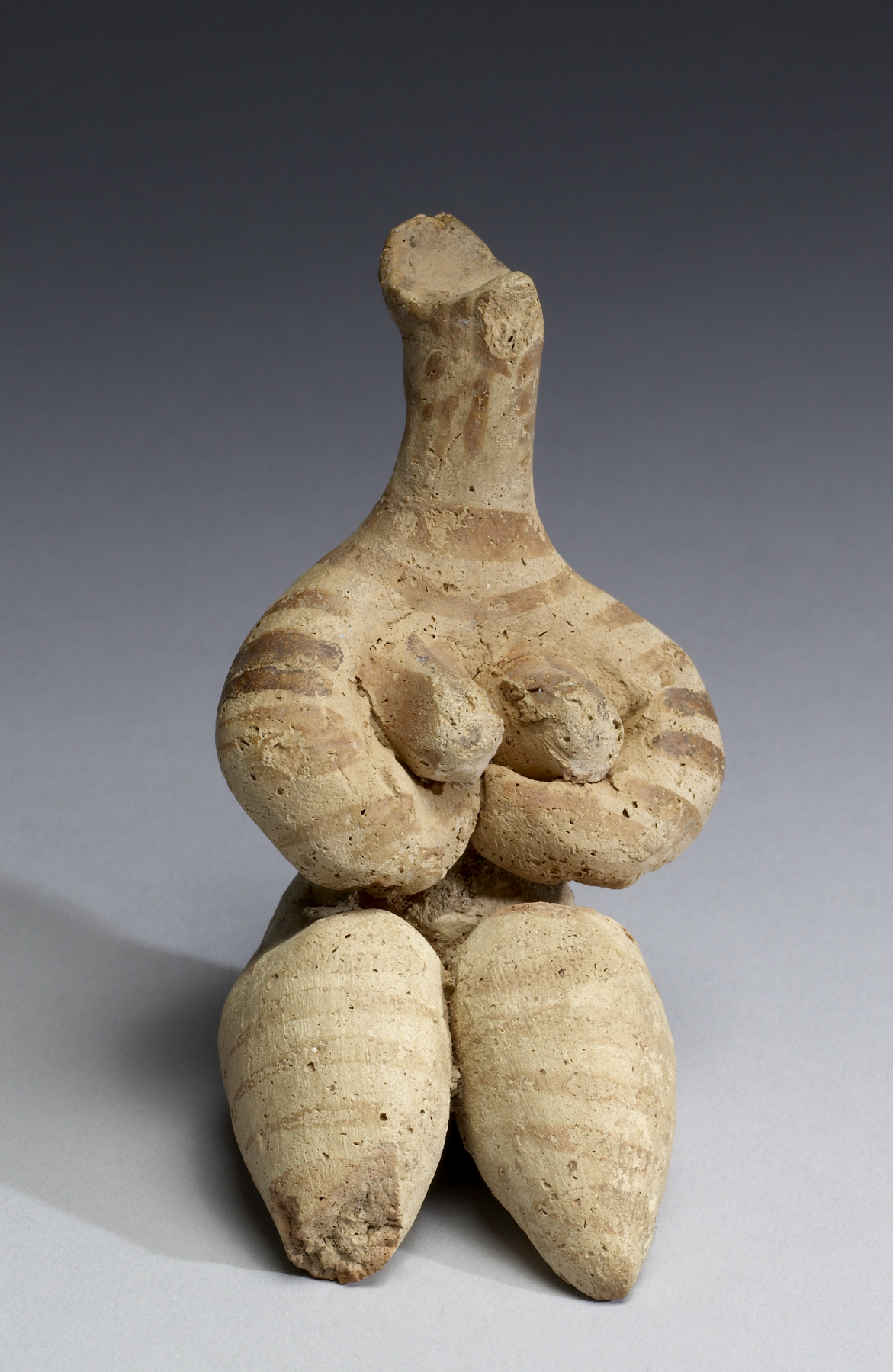
Figurilla "de la fertilidad". Cultura de Halaf. Walters Art Museum.

La cultura de Halaf es un período arqueológico de la historia de Mesopotamia. Gran parte de sus características se han observado en el yacimiento de Tell Halaf (en el noreste de la actual Siria), al que debe su nombre. Según la Escuela de Lyon, está dentro del "período 6" de la historia de Mesopotamia, junto con la cultura Hassuna-Samarra.

## Historia
A partir del año 6100 a. C. se desarrolló la cultura de Halaf, que se extiende desde los montes Zagros al Mediterráneo, con sus centros principales en la llanura del alto Tigris (Arpachiya), y el triángulo del Habur (Tell Halaf, Tell Brak, Tell Chagar Bazar).
Hacia el 5400 a. C. esta cultura fue interrumpida. En otras partes el carácter halafiense se mantiene por un tiempo, pero luego desaparece. El nivel VI de Arpachiya muestra vestigios de destrucciones, evidencias, según Paul Garelli, de la intrusión violenta de unos recién llegados. Su civilización lleva consigo la huella del período de El Obeid.

## Arte y tecnología
Se han encontrado restos que evidencian un arte decorativo cuyos temas alternan el naturalismo y la geometría. Los motivos de doble hacha y bucráneo se repiten insistentemente. Se encuentra la figura de la Diosa Madre como dibujo y como objeto.
Comparado a las culturas anteriores se evidencia un refinamiento de la pasta de cerámica y perfeccionamiento de hornos que lograban alcanzar elevadas temperaturas. En esta etapa se extiende la metalurgia, en especial el cobre y el plomo. 
Se usaban sellos de piedra para delimitar la propiedad de los objetos sobre los que eran aplicados. Su procedencia atestigua amplias relaciones comerciales desde la meseta de Anatolia al golfo Pérsico.
También se observa que existió en este periodo una preocupación por el urbanismo evidenciada en las calles empedradas con guijarros.